# Пастернак, Александр Леонидович
Александр Леонидович Пастерна́к (при рождении Александр Исаакович (Ицхокович) Постернак; 12 [24] февраля 1893, Москва — февраль 1982, там же) — советский архитектор и инженер-градостроитель, мастер московского конструктивизма, педагог и мемуарист; младший сын живописца Леонида Пастернака, брат поэта Бориса Пастернака. Действительный член Российской Академии художественных наук (с 1923).

## Биография

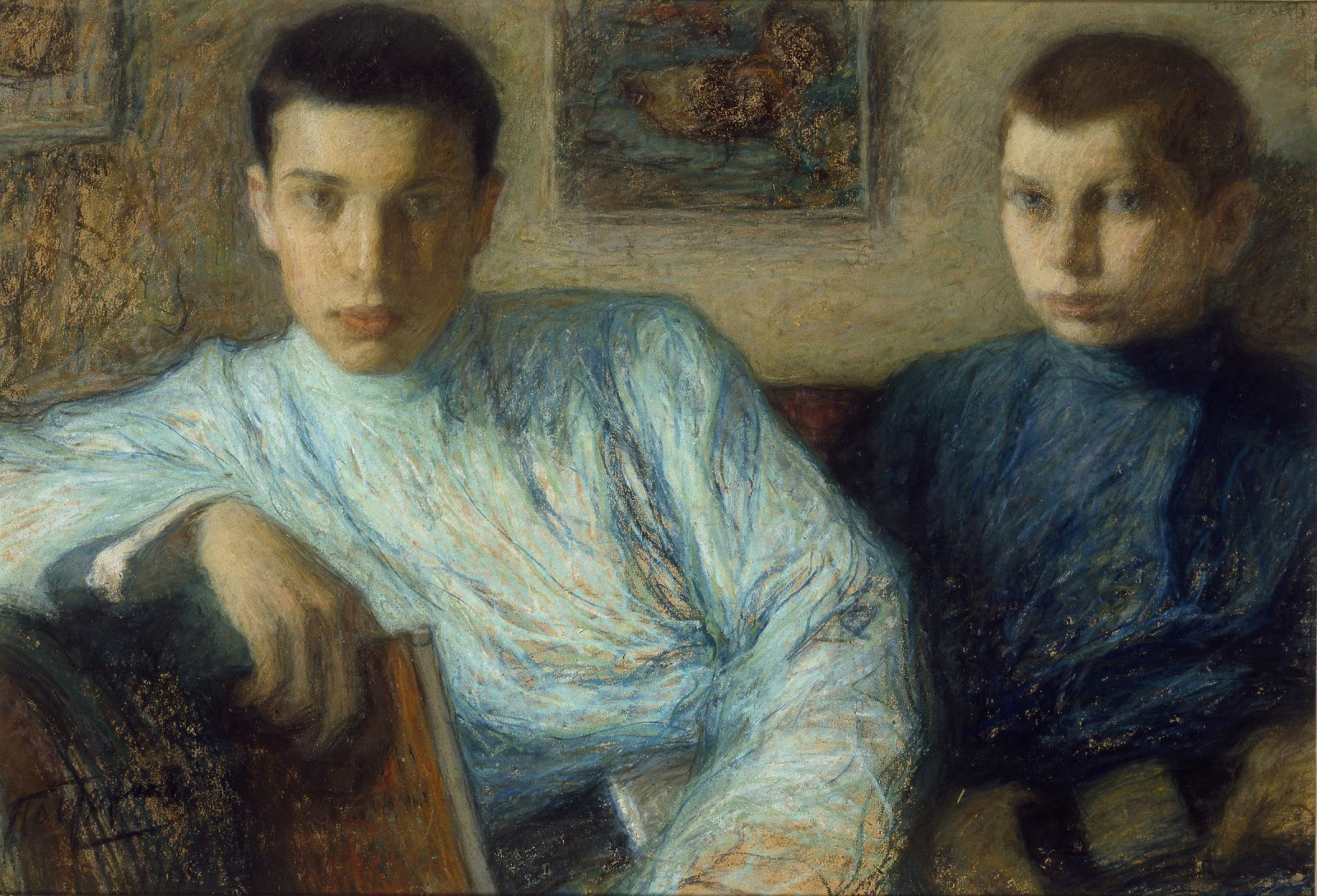
Александр (справа) и Борис Пастернак. Портрет работы отца, Леонида Осиповича.

Родился 12 (24) февраля 1893 года в Москве в семье Леонида Осиповича Пастернака, младший брат писателя Бориса Пастернака. Учился в 5-й московской гимназии в одном классе с Владимиром Маяковским. В 1917 году окончил Московское училище живописи, ваяния и зодчества, получив звание архитектора-художника. В 1918—1923 годах работал в Шатурстрое помощником архитекторов Л. А. Веснина и В. Е. Дубовского на строительстве Шатурской ГРЭС. В 1921 году окончил Московский политехнический институт. В 1923 году был избран действительным членом Российской Академии художественных наук (РАХН). В январе 1924 года по поручению Правительственной комиссии зафиксировал цветной акварелью на ватмане состояние тела умершего В. И. Ленина перед его бальзамированием.
В 1920-х годах был сторонником идей конструктивизма. Состоял в Объединении современных архитекторов (ОСА), входил в состав редколлегии журнала «Современная архитектура». В 1927 году работы Пастернака экспонировались на Первой выставке современной архитектуры.
В 1927 году работал в Стромстрое, занимался вопросами проектирования и строительства заводов по производству силикатных материалов. В 1929 году являлся техническим руководителем треста «Гипрострой», где под его руководством работали В. Н. Симбирцев, И. А. Голосов и другие архитекторы-проектировщики. В 1930 году состоял в комиссии Всесоюзного комитета по стандартизации (ВКС) по выработке общесоюзных норм и технических условий строительного проектирования. В 1930—1933 годах работал в институте Гипрогор и в Стройсекторе Госплана РСФСР, занимался вопросами планировки населённых пунктов. В 1930-х годах работал над проектированием сооружений канала Москва — Волга, был старшим архитектором Центрального района. В 1932—1955 годах преподавал в Московском архитектурном институте.
Жил в Москве по адресу: Гоголевский бульвар, 8. Умер в 1982 году. Похоронен на Введенском кладбище (участок № 11).

## Семья
- Жена — Ирина Николаевна Пастернак (в девичестве Вильям-Вильмонт, 1897—1987), сестра переводчика Н. Н. Вильмонта.
  - Сын — Фёдор Александрович Пастернак  (1927—2004), океанолог, зоолог беспозвоночных, специалист по глубоководным кораллам.

## Проекты и постройки
- Конкурсный Проект Дома Русгерторга в Москве — соавторы архитекторы В. Н. Владимиров, М. Я. Гинзбург (1926)[14];
- Проект жилья нового типа для трудящихся (1927);
- Комплексный проект районной планировки Большой Уфы (Уфимского промышленного района), под руководством М. Я. Гинзбурга[14];
- Жилой дом Уралоблсовнархоза, соавторы — архитектор М. Я. Гинзбург, инженер С. Л. Прохоров (1929—1931, Свердловск)[15];
- Жилой комплекс РЖСКТ «Показательное строительство», соавторы — архитекторы М. О. Барщ, И. И. Леонидов, В. Н. Владимиров. И. Ф. Милинис, Л. С. Славина, инженер С. В. Орловский (1929—1931, Москва, Гоголевский бульвар, 8, стр. 1, 2, 3)[15];
- Участие в проектировании текстильного комбината в Турции (1933, Кайсери)[16];
- Сооружения канала Москва — Волга: шлюз № 4, башня управления верхней головы, насосная станция (1930-е)[10];

## Награды
- Орден Трудового Красного знамени (1937) — за работы по каналу «Москва — Волга»[11]

## Публикации
- Пастернак А. Урбанизм // Современная архитектура. — 1926. — № 1.
- Пастернак А. Пути к стандарту // Современная архитектура. — 1927. — № 2.
- Пастернак А. Новые формы современного жилья // Современная архитектура. — 1929. — № 5.
- Пастернак А. Споры о будущем города // Современная архитектура. — 1930. — № 1—2.
- Пастернак А. Л. Воспоминания. — М.: Прогресс-Традиция, 2002. — 432 с. — 5000 экз. — ISBN 5-89826-081-1.
- Пастернак А. Л. Общественные центры городов античного мира, средних веков и классицизма. — М.: Строительство и Бизнес, 2007. — 392 с. — ISBN 5-94312-004-1.